# 絵巻水滸伝
『絵巻水滸伝』（えまきすいこでん）は、正子公也と森下翠による日本のヴィジュアル・ノベル作品。絵を正子、文を森下が担当する形式をとっている。1998年5月より、WEBサイト『キノトロープ/絵巻水滸伝』にて連載を開始。2007年10月まで第1部が連載された。2008年6月より、第2部が連載されている。

## 登場人物

### 梁山泊

#### 百八星
宋江（そうこう）
渾名は「呼保義」、「及時雨」。天魁星の生まれ変わり。
第一部
鄆城県の押司を務めていた。晁蓋、呉用とは昔からの知り合い。生辰綱強奪の件で、晁蓋らに捕り手が迫ってきているのを知らせた。
盧俊義（ろしゅんぎ）
渾名は「玉麒麟」。天罡星の生まれ変わり。
第一部
家業は質屋「盧家解舗」を営む。若い頃は武科（武官養成学校）に通い、楊志とは同門であった。
呉用（ごよう）
渾名は「智多星」。天機星の生まれ変わり。
第一部
幼い頃、梁山泊に出会ってから、この地に国家を作ることを夢見ていた。石碣村で劉唐と雷横の対戦時、劉唐を助ける。呂三殺害の嫌疑をかけられていた白勝と阿姜を弁護し、裁判の場で無罪であることを証明した。生辰綱強奪の計画に参加し、強奪計画を立案する。
八合渓で生辰綱が来るのを見越して待ち受け、晁蓋らを出し抜いたと思っていた公孫勝、劉唐を驚愕させる。その後、捕り手が迫ってくるのを知り、梁山泊へ向かう。そして北京大名府・済州・鄆城県からの梁山泊討伐軍を策略を駆使して完勝に導く。晁蓋らの台頭を恐れた王倫により、襲撃されるが朱貴らによって助かる。その後、林冲によって王倫が殺害され、晁蓋が梁山泊首領になると軍師に任じられる。
公孫勝（こうそんしょう）
渾名は「入雲竜」、「一清道人」。天間星の生まれ変わり。
第一部
二仙山で羅真人の弟子として修行を積んでいた。天下をこの手で動かす野望を持つ。羅真人から“智多星”と呼ばれる呉用の存在を聞き、これを負かして智多星の名を得ようと考える。北京大名府の梁世傑夫人に占い師として取り入り、彼女へ生辰綱輸送に都合のよい結果を吹き込んだ。生辰綱を強奪しようとする晁蓋の屋敷へ赴き、彼らの仲間に加わる。生辰綱の使い道に不満を持つ劉唐と手を組み、晁蓋らを出し抜き、智多星の名を得ようとする。梁山泊軍に策略を授けて、生辰綱強奪を目論んだ。
妖術を使い、北京大名府軍と梁山泊軍を戦わせたのち、濁流によって生辰綱を奪おうとしたが、呉用は企みを読んで、先回りして待ち受けていた。驚愕した公孫勝は呉用の力量を認める。その後、捕り手が迫ってくるのを知り、晁蓋らとともに梁山泊へ向かう。北京大名府・済州・鄆城県からの梁山泊討伐軍がやってくるが、妖術で討伐軍を翻弄して討伐軍を撃退する。晁蓋らの台頭を恐れた王倫により、襲撃されるが朱貴らによって助かる。林冲によって王倫が殺害され、晁蓋が梁山泊首領になると軍師に任じられる。
関勝（かんしょう）
渾名は大刀。天勇星の生まれ変わり。
林冲（りんちゅう）
渾名は「豹子頭」。天雄星の生まれ変わり。
第一部
王進が洪信を高求の暴行から助けた際、一緒に居合わせた。洪信は林冲の声を聞き、恐怖のあまり逃げ出した。張徹に弟子入りし、武術を磨いた。張徹に娘の張雪蘭を託され、張徹の喪が明けてから彼女と結婚する。禁軍で槍棒師範を務めていた。桜を見に行った、相国寺の境内で魯智深と出会う。相国寺の市にて日本刀である鬼斬に心惹かれ、これを手に入れる。そんなとき、張雪蘭が高衙内に暴行されそうになるのを魯智深が助けたのを知り、顔なじみの曹正の店で酒食を共にする。樊楼で陸謙と酒を酌み交わしている間、侍女の錦児から張雪蘭が連れ去られたことを聞くと、陸謙の屋敷へ向かい、彼女を救った。その後、陸謙に呼び出され、高求の屋敷へと赴く。しかし、陸謙の謀略で白虎節堂に連れていかれ、罪に問われる。裴宣の尽力により、滄州への流罪に軽減される。張雪蘭の死を知り、傷心を抱いて滄州へ向かう。
滄州への途中、野猪林で陸謙の命を受けた男たちに襲われるが、魯智深らに救われる。曹正が自分をかばって傷を負ったのを見て、我を忘れて男たちを殺戮する。柴進の屋敷で世話になっていたが、陸謙が追ってきているのを知り、柴進の勧めにしたがい、梁山泊へ行くことを決意する。送別の宴で洪師範を座興の一騎討ちで一蹴し、梁山泊へ曹正とともに向かった。梁山泊へ向かう途中、山神廟で陸謙と戦い、これを倒す。
梁山泊で首領の王倫から投名状として、人を殺して首を持ってくるよう言い渡される。やってきた楊志と対戦するが、勝負は互角であった。王倫の制止により勝負はお預けとなるが、柴進の口利きによって、梁山泊入りを認められる。捕われた楊志を逃がした後、朱貴に首領となってくれるよう言われるが断っている。曹正に楊志の様子を見守るよう頼んで、開封府へ向かわせた。
生辰綱を奪うため、梁山泊軍を率いて黒風林で待ち受けていた。公孫勝の妖術により北京大名府軍と戦うことになり、索超と対戦する。濁流によって勝負はお預けとなり、朱貴を伴って、濁流から逃れる。北京大名府・済州・鄆城県からの梁山泊討伐軍がやってくるが、梁山泊にやってきた晁蓋らとともに騎馬隊を率いて戦い、討伐軍を撃退する。晁蓋を殺害しようとした王倫に憤慨し、王倫を殺害して晁蓋を首領に推戴する。実戦部隊の総隊長に任じられる。
秦明（しんめい）
渾名は「霹靂火」。天猛星の生まれ変わり。
呼延灼こえんしゃく）
渾名は「双鞭」。天威星の生まれ変わり。
花栄（かえい）
渾名は「小李広」。天英星の生まれ変わり。
柴進（さいしん）
渾名は「小旋風」、「今孟嘗君」。天貴星の生まれ変わり。
第一部
後周の皇帝・柴栄の末裔。やってきた魯智深らを受け入れる。林冲に梁山泊へ行くことを勧める。“鶏狗”という私兵集団を持ち、これを使って陸謙の追手を片付けた。林冲らの送別の宴を行い、梁山泊へ向かう手引きをする。
王倫に林冲を梁山泊入りさせるように口利きをした。林冲からの頼みで、牛二を殺して逃亡する楊志の路銀を工面してやった。
李応（りおう）
渾名は「撲天鵰」。天富星の生まれ変わり。
朱仝（しゅどう）
渾名は「美髯公」。天満星の生まれ変わり。
第一部
鄆城県の歩兵都頭。呂三殺害容疑がかかった阿姜と白勝を追跡していた。雷横とともに晁蓋の甥と偽る劉唐を晁蓋の屋敷へ連れていく。晁蓋が劉唐の嘘に付き合ったため、劉唐を逃がした。
生辰綱を強奪した晁蓋らの捕り手となるが、親交のある彼を見逃す。鄆城県から1百を率いて、梁山泊討伐に参加するが敗れる。阮小五の誘導で梁山泊から逃れる。
魯智深（ろちしん）
渾名は「花和尚」。天孤星の生まれ変わり。
第一部
もとの名は魯達。渭州で提轄を務めていた。街中で史進と李忠の立ち回りに感じ入り、紅鴦楼に飲みへと誘う。紅鴦楼で金翠蓮の身の上を知り、史進と李忠とともに彼女を逃がす手助けをする。金翠蓮を逃がす時間を稼ぐために、鄭の店で無理難題をふっかける。やがて無理難題に怒った鄭を返り討ちにするが、鄭が死んでしまったため、渭州を飛び出す。
行き倒れになっていたところを王定六に助けられる。五台山の門前町で趙員外の後妻となった金翠蓮と再会し、彼女の勧めで文殊院で出家し、魯智深と名を改める。修行に身が入らず、門前町に下りて、寺で禁じられている酒と肉を口にする。その時、石勇が襲いかかるが、廟にあった禅杖を手にして彼を退かせる。その後、文殊院の門を破壊する。諸々の悪行をかばい切れなくなった智真は開封府の相国寺に紹介状を持たせ、文殊院を出される。
相国寺で菜園の管理をすることになり、向かう途上で林冲と出会う。その後、張雪蘭が高衙内に犯されそうになるのを助ける。そのお礼として、曹正の店で林冲と酒食を共にする。相国寺へやってきた王定六に林冲の様子を見るよう頼み、嵩山へ使いに行く。
王定六から林冲が投獄されたのを聞き、野猪林で林冲が襲われているのを救う。林冲を助けたことで相国寺を追い出され、再び西へ放浪の旅に出る。
王晋卿と共に酒を飲んだことがあり、彼が持っていた徽宗の絵に感じ入り、刺青としている。
武松（ぶしょう）
渾名は「行者」。天傷星の生まれ変わり。
董平（とうへい）
渾名は「風流双槍将」。天立星の生まれ変わり。
張清（ちょうせい）
渾名は「没羽箭」。天捷星の生まれ変わり。
楊志（ようし）
渾名は「青面獣」。天暗星の生まれ変わり。
第一部
徽宗の命で、制使として江南の奇岩を開封府へ搬送する任務についていた。だが開封府を目前にした所で嵐に遭って太湖石を乗せた船が転覆してしまい、死罪を恐れて逃亡していた。恩赦で復官するために開封府へ向かう途中、首を取るためにやってきた林冲と対戦する。互角の腕前であったが、王倫の制止によって勝負はお預けとなる。梁山泊で仲間入りを王倫から勧められるが、拒否して捕らえられる。林冲の計らいで牢を出ることができ、開封府へと向かう。
開封府に着いたものの、楊志が頼ろうと思っていた親戚たちはみんな楊志逃亡の累が及んで財産を没収され、地方へと離散していた。高官に嫁いでいた母方の叔母だけは無事で、楊志が訪ねると心よく迎えてくれた。叔母に工面してもらった金で、復官手前までこぎつけたものの、高求が吹毛剣を所望し、これを断ったため復官は叶わなくなる。亡くなった叔母のために、吹毛剣を売ることにする。さんざん侮辱した牛二を殺してしまうが、曹正らに助けられる。曹正らの協力によって、開封府を出て北京大名府へと向かった。
北京大名府へ向かう途中、王定の輸送部隊が山賊らに襲われる場面に遭遇する。楊志は荷を盗もうとする劉唐と対決し、これを撃退する。武科の同門であった盧俊義を訪ねて不在であったが、奉公人の燕青と出会う。燕青と見に行った御前試合で、王定から推薦され、周謹と対戦して勝利する。その後、勝負を申し込んだ索超と戦い引き分ける。その後、副牌軍に任じられる。梁世傑の取り成しで罪を免じられ、管軍提轄使に任じられる。蔡京宛ての生辰綱輸送の総指揮を命じられる。
黄泥岡を通って、本物の生辰綱を輸送していた。しかし、商人や酒売りに変装した晁蓋らによって、痺れ薬入りの酒を盛られて生辰綱を奪われてしまう。
徐寧（じょねい）
渾名は「金鎗手」。天祐星の生まれ変わり。
索超（さくちょう）
渾名は「急先鋒」。天空星の生まれ変わり。
第一部
北京大名府の正牌軍。御前試合に飛び入りで参加し、勝者となった楊志と対戦する。勝負は引き分けに終わる。提轄に昇進し、蔡京宛ての生辰綱輸送の補佐を命じられる。
黒風林を通って生辰綱（中身は偽物）を輸送していた。その際、公孫勝の妖術によって梁山泊軍と戦うことになり、林冲と対戦する。濁流によって勝負はお預けとなり、自身も流されるが助かった。
戴宗（たいそう）
渾名は「神行太保」。天速星の生まれ変わり。
劉唐（りゅうとう）
渾名は「赤髪鬼」。天異星の生まれ変わり。
李逵（りき）
渾名は「黒旋風」。天殺星の生まれ変わり。
史進（ししん）
渾名は「九紋龍」。天微星の生まれ変わり。
第一部
村の郊外で倒れていた王進を助け、彼から王家棒術を教わる。王進は史家村に手配書が回ってきたのを知り、秘伝書を残して史家村を去る。王進が史家村を出てから、史大老がなくなり保正を継ぐも、武術の鍛錬もままならない日々に退屈していた。そんなとき、華陰県を襲撃に向かう陳達を捕らえる。その後、自首してきた朱武らを気に入り、酒宴を催して義兄弟となる。李吉の手引きで捕り手が史進の屋敷にやってくる。史進は屋敷を焼き、朱武らと共に囲みを破って少華山へ逃れる。
その後、王進を探す旅に出る。渭州の街中で、かつての師匠である李忠を助け、これを見た魯達と出会う。3人で酒宴をしていた紅鴦楼で金翠蓮と出会い、3人は彼女を逃がす手助けをする。李忠とともに鄭の手下と戦い、金翠蓮を渭州から逃がすことに成功する。金翠蓮を旅芸人の一座に預けたのち、李忠と別れる。
穆弘（ぼくこう）
渾名は「没遮攔」。天究星の生まれ変わり。
雷横（らいおう）
渾名は「挿翅虎」。天退星の生まれ変わり。
李俊（りしゅん）
渾名は「混江龍」。天寿星の生まれ変わり。
阮小二（げんしょうじ）
渾名は「立地太歳」。天剣星の生まれ変わり。
第一部
石碣村で漁師をしていた。昔は荒くれ者として恐れられたが、妻と子供を喪ってからは母の面倒を見るため漁師を続けていた。阮小五らに生辰綱奪取の協力を依頼され、最初は母を思って断る。しかし、母が出家するにあたり、弟たちの面倒を見るようにと言われ、生辰綱奪取に協力する。
商人に変装して、黄泥岡を通って生辰綱を輸送する楊志らに痺れ薬入りの酒を飲ませ、強奪に成功する。その後、捕り手が迫ってくるのを知り、晁蓋らとともに梁山泊へ向かう。北京大名府・済州・鄆城県からの梁山泊討伐軍がやってくるが、討伐軍を翻弄して討伐軍を撃退する。晁蓋らの台頭を恐れた王倫により、襲撃されるが朱貴らによって助かる。林冲によって王倫が殺害され、晁蓋が梁山泊首領になると頭領に任じられる。
張横（ちょうおう）
渾名は「船火児」。天平星の生まれ変わり。
阮小五（げんしょうご）
渾名は「短命二郎」。天罪星の生まれ変わり。
第一部
石碣村で漁師をしていたが、生計が成り立たず博打ばかりしていた。石碣村にやってきた劉唐に生辰綱奪取の協力を依頼され、これを承諾する。呂三殺害の嫌疑をかけられた白勝と阿姜の裁判では、証人として阮小七を連れてくる。
商人に変装して、黄泥岡を通って生辰綱を輸送する楊志らに痺れ薬入りの酒を飲ませ、強奪に成功する。その後、捕り手が迫ってくるのを知り、晁蓋らとともに梁山泊へ向かう。北京大名府・済州・鄆城県からの梁山泊討伐軍がやってくるが、討伐軍を翻弄して討伐軍を撃退する。晁蓋らの台頭を恐れた王倫により、襲撃されるが朱貴らによって助かる。林冲によって王倫が殺害され、晁蓋が梁山泊首領になると頭領に任じられる。
張順（ちょうじゅん）
渾名は「浪裏白跳」。天損星の生まれ変わり。
阮小七（げんしょうしち）
渾名は「活閻羅」。天敗星の生まれ変わり。
楊雄（ようゆう）
渾名は「病関索」。天牢星の生まれ変わり。
石秀（せきしゅう）
渾名は「拚命三郎」。天慧星の生まれ変わり。
解珍（かいちん）
渾名は「両頭蛇」。天暴星の生まれ変わり。
解宝（かいほう）
渾名は「双尾蠍」。天哭星の生まれ変わり。
燕青（えんせい）
渾名は「浪子」。天巧星の生まれ変わり。
朱武（しゅぶ）
第一部
渾名は「神機軍師」。地魁星の生まれ変わり。
少華山の首領。華陰県を襲撃に向かった陳達が史進に捕らえられる。朱武は機転を利かせて、史進の前に自首してくる。史進は朱武らを気に入り、酒宴を催して義兄弟となる。李吉の手引きで捕り手が史進の屋敷にやってくる。史進は屋敷を焼き、朱武らと共に囲みを破って少華山へ逃れる。
黄信（こうしん）
渾名は「鎮三山」。地煞星の生まれ変わり。
孫立（そんりゅう）
渾名は「病尉遅」。地勇星の生まれ変わり。
宣贊（せんさん）
渾名は「醜郡馬」。地傑星（の生まれ変わり。
郝思文（かくしぶん）
渾名は「井木犴」。地雄星の生まれ変わり。
韓滔（かんとう）
渾名は「百勝将」。地威星の生まれ変わり。
彭玘（ほうき）
渾名は「天目将」。地英星の生まれ変わり。
単廷珪（ぜんていけい）
渾名は「聖水将軍」。地奇星の生まれ変わり。
魏定国（ぎていこく）
渾名は「神火将軍」。地猛星の生まれ変わり。
蕭譲（しょうじょう）
渾名は「聖手書生」。地文星の生まれ変わり。
裴宣（はいせん）
渾名は「鉄面孔目」。地正星の生まれ変わり。
第一部
以前、王進の無実を主張して秦州に左遷される。秦州で功績を上げて、開封府へ戻ってきた。戻ってすぐ、張雪蘭と会い、林冲を助けてくれるよう懇願される。裁判で林冲を滄州への流罪が妥当であると主張し、容れられる。
高求によって無実の罪で、滄州へ流罪となる。護送途中、鄧飛と孟康らによって助けられる。燕雲十六州へ移ることを提案し、鄧飛たちは飲馬川に拠点を移す。
欧鵬（おうほう）
渾名は「摩雲金翅」。地闢星の生まれ変わり。
鄧飛（とうひ）
渾名は「火眼狻猊」。地闘星の生まれ変わり。
第一部
人肉食いでお尋ね者となり、孟康と出会い、山賊となる。滄州へ護送途中の裴宣を救う。裴宣の提案で飲馬川へと拠点を移す。
燕順（えんじゅん）
渾名は「錦毛虎」。地強星の生まれ変わり。
楊林（ようりん）
渾名は「錦豹子」。地暗星の生まれ変わり。
凌振（りょうしん）
渾名は「轟天雷」。地輔星の生まれ変わり。
蔣敬（しょうけい）
渾名は「神算子」。地会星の生まれ変わり。
呂方（りょほう）
渾名は「小温侯」。地佐星の生まれ変わり。
郭盛（かくせい）
渾名は「賽仁貴」。地佑星の生まれ変わり。
安道全（あんどうぜん）
渾名は「神医」。地霊星の生まれ変わり。
第一部
柴進の屋敷に逗留していたとき、重傷を負って連れてこられた曹正を助ける。
皇甫端（こうほたん）
渾名は「紫髯伯」。地獣星の生まれ変わり。
王英（おうえい）
渾名は「矮脚虎」。地微星の生まれ変わり。
扈三娘（こさんじょう）
渾名は「一丈青」。地慧星の生まれ変わり。
鮑旭（ほうきょく）
渾名は「喪門神」。地暴星の生まれ変わり。
樊瑞（はんずい）
渾名は「混世魔王」。地然星の生まれ変わり。
孔明（こうめい）
渾名は「毛頭星」。地猖星の生まれ変わり。
孔亮（こうりょう）
渾名は「独火星」。地狂星の生まれ変わり。
項充（こうじゅう）
渾名は「八臂哪吒」。地飛星の生まれ変わり。
李袞（りこん）
渾名は「飛天大聖」。地走星の生まれ変わり。
金大堅（きんたいけん）
渾名は「玉臂匠」。地巧星の生まれ変わり。
馬麟（ばりん）
渾名は「鉄笛仙」。地明星の生まれ変わり。
童威（どうい）
渾名は「出洞蛟」。地進星の生まれ変わり。
童猛（どうもう）
渾名は「翻江蜃」。地退星の生まれ変わり。
孟康（もうこう）
渾名は「玉旛竿」。地満星の生まれ変わり。
第一部
船大工だったが、現場監督を殺害する。鄧飛と出会い、山賊となる。滄州へ護送途中の裴宣を救う。裴宣の提案で飲馬川へと拠点を移す。
侯健（こうけん）
渾名は「通臂猿」。地遂星の生まれ変わり。
陳達（ちんたつ）
渾名は「跳澗虎」。地周星の生まれ変わり。
第一部
華陰県の役所を襲撃する途中、史進に出会い、襲撃されるも返り討ちにあい、捕らえられる。史進は陳達らを気に入り、酒宴を催して義兄弟となる。そのとき、李吉の手引きで捕り手が史進の屋敷にやってくる。史進は屋敷を焼き、陳達らと共に囲みを破って少華山へ逃れる。
楊春（ようしゅん）
渾名は「白花蛇」。地隠星の生まれ変わり。
第一部
同じ蛇から生まれたという二匹の毒蛇を懐で飼っている。華陰県を襲撃に向かった陳達が史進に捕らえられる。楊春は朱武とともに、機転を利かせて、史進の前に自首してくる。史進は楊春らを気に入り、酒宴を催して義兄弟となる。そのとき、李吉の手引きで捕り手が史進の屋敷にやってくる。史進は屋敷を焼き、楊春らと共に囲みを破って少華山へ逃れる。
鄭天寿（ていてんじゅ）
渾名は「白面郎君」。地異星の生まれ変わり。
陶宗旺（とうそうおう）
渾名は「九尾亀」。地理星の生まれ変わり。
宋清（そうせい）
渾名は「鉄扇子」。地俊星の生まれ変わり。
楽和（がくわ）
渾名は「鉄叫子」。地楽星の生まれ変わり。
龔旺（きょうおう）
渾名は「花項虎」。地捷星の生まれ変わり。
丁得孫（ていとくそん）
渾名は「中箭虎」。地速星の生まれ変わり。
穆春（ぼくしゅん）
渾名は「小遮攔」。地鎮星の生まれ変わり。
曹正（そうせい）
渾名は「操刀鬼」。地稽星の生まれ変わり。
第一部
開封府で料理店を営んでいた。林冲とはごろつきに襲われているのを助けられたのがきっかけ。林冲が魯智深を連れて、曹正の店へやってきた。林冲は生まれて初めてできた親友であり、林冲が囚われたあとは彼の屋敷外で見張りをしていた。高衙内の手の者らに痛めつけられてしまい、林冲の屋敷を見張ることができなくなってしまう。怪我をおして魯智深らについていき、野猪林で林冲が襲われたところを助ける。林冲をかばって矢を受ける。重傷であったが、柴進の屋敷で安道全に治療を受けて助かる。
林冲と共に梁山泊へ向かう途中、山神廟で高熱を発してしまう。
林冲の頼みを聞き、楊志のあとを追って開封府へ向かった。時遷、王定六とともに牛二を殺した楊志を救う。
人物
- 生まれた時からひどい吃音だった。それを笑われるうちに全くしゃべらなくなったが、今度は不気味に思われ、人に避けられるようになっていた。

宋万（そうまん）
渾名は「雲裏金剛」。地魔星の生まれ変わり。
杜遷（とせん）
渾名は「摸着天」。地妖星の生まれ変わり。
薛永（せつえい）
渾名は「病大虫」。地幽星の生まれ変わり。
施恩（しおん）
渾名は「金眼彪」。地伏星の生まれ変わり。
李忠（りちゅう）
渾名は「打虎将」。地僻星の生まれ変わり。
第一部
渭州で演武をしてる最中、みかじめ料を求める男たちに抵抗するが袋叩きにあってしまう。それを見た、かつての弟子・史進に助けられる。紅鴦楼で魯達を加えた3人で酒宴をしている最中、この店で働いている顔なじみの金翠蓮の身の上を聞いた魯達は彼女を逃がすことを決意する。李忠もこれに協力し、史進とともに鄭の手下を退治する。金翠蓮を旅芸人の一座に預けたあと、義賊になることを決意し、史進と別れる。その後、襲いかかってきた周通を負かし、仲間に加える。
人物
- 金に細かく、所帯じみた所があり、演武で得た金と薬を拾い終わるまで、その場を離れない様子に魯達や史進が呆れられるほど。

周通（しゅうとう）
渾名は「小覇王」。地空星の生まれ変わり。
第一部
渭州を出た李忠を襲うが、返り討ちにあい、李忠の下につく。
湯隆（とうりゅう）
渾名は「金銭豹子」。地弧星の生まれ変わり。
杜興（とこう）
渾名は「鬼瞼児」。地全星の生まれ変わり。
鄒淵（すうえん）
渾名は「出林龍」。地短星の生まれ変わり。
鄒潤（すうじゅん）
渾名は「独角龍」。地角星の生まれ変わり。
朱貴（しゅき）
渾名は「旱地忽律」。地囚星の生まれ変わり。
朱富（しゅふ）
渾名は「笑面虎」。地蔵星の生まれ変わり。
蔡福（さいふく）
渾名は「鉄臂膊」。地平星の生まれ変わり。
第一部
“めでたや慶福”と言われるほどの死刑執行人。投獄された林冲を拷問する。
蔡慶（さいけい）
渾名は「一枝花」。地損星の生まれ変わり。
第一部
蔡福の弟。“めでたや慶福”'と言われるほどの死刑執行人。投獄された林冲を拷問する。
李立（りりつ）
渾名は「催命判官」。地奴星の生まれ変わり。
李雲（りうん）
渾名は「青眼虎」。地察星の生まれ変わり。
焦挺（しょうてい）
渾名は「没面目」。地悪星の生まれ変わり。
石勇（せきゆう）
渾名は「石将軍」。地醜星の生まれ変わり。
第一部
高額のお尋ね者ばかりを狙う凄腕の賞金稼ぎ。五台山の門前町で見かけた、魯達と王定六を追いかける。再び魯智深を捕らえようとするが、禅杖を持った魯智深に圧倒されて退いた。
孫新（そんしん）
渾名は「小尉遅」。地数星の生まれ変わり。
顧大嫂（こだいそう）
渾名は「母大虫」。地陰星の生まれ変わり。
張青（ちょうせい）
渾名は「菜園子」。地形星の生まれ変わり。
孫二娘（そんにじょう）
渾名は「母夜叉」。地壮星の生まれ変わり。
王定六（おうていろく）
渾名は「活閃婆」。地劣星の生まれ変わり。
第一部
スリをしていた。劉唐とは昔からの知り合いで、時遷とは盗人仲間。行き倒れの魯達に出会い、これを助ける。門前町で魯智深と再会する。その後、石勇が襲いかかり魯智深を助ける。文殊院を追い出された魯智深と別れる。
開封府へ移り、嵩山へ向かう魯智深から林冲の様子を見るよう頼まれる。魯智深に林冲が投獄されたのを知らせ、野猪林で襲われていた林冲を救う。魯智深たちを柴進の屋敷へと案内する。
郁保四（いくほうし）
渾名は「険道神」。地健星の生まれ変わり。
白勝（はくしょう）
渾名は「白日鼠」。地耗星の生まれ変わり。
時遷（じせん）
渾名は「鼓上蚤」。地賊星の生まれ変わり。
第一部
王定六とは盗人仲間。鬼斬を盗もうと、林冲の屋敷に忍び込んだ際に張雪蘭が自殺した場面に出くわす。張雪蘭の簪を持って林冲のあとを追った。滄州へ向かう途中の林冲に出会い、脱走を勧めるが断られる。魯智深らと出会い、野猪林で襲われた林冲を救う。
柴進の屋敷で、林冲に張雪蘭が自殺した一部始終を話す。
段景住（だんけいじゅう）
渾名は「金毛犬」。地狗星の生まれ変わり。

### 宋

#### 皇帝
仁宗（じんそう）
第一部
第4代皇帝。国内に疫病が蔓延しているのを憂い、包拯の勧めを聞いて、張天師に疫病退散の祈祷を頼むよう洪信を勅使として送った。
徽宗
第一部
第8代皇帝。

#### 皇室
王晋卿（おうしんけい）
第一部
第7代皇帝の娘婿。道楽狂いなことから「瘋児」（狂人）とあだ名されるほどの酔狂人で。高求と出合って、意気投合。高求に、義弟である端王時代の皇帝に使いを頼む。これが縁で、高求は皇帝との知己を得た。

#### 朝廷
包拯（ほうじょう）
第一部
仁宗時代の宰相。国内に疫病が蔓延しているのを憂う仁宗に、張天師に疫病退散の祈祷を依頼するよう勧めた。
洪信（こうしん）
第一部
仁宗時代の禁軍太尉。貧乏農家の出だが、幸運が重なり、禁軍大尉に登りつめる。仁宗より、張天師に疫病退散の祈祷を依頼する勅使に命じられ、竜虎山に向かった。張天師に会ったあと、伏魔殿の封印を解いてしまう。その後、都より戻った張天師により、罰として視力を奪われる。
物乞いの胡弓弾きとなっていたが、ごろつき時代の高求らに暴行を受ける。王進によって助けられるが、これを恨んだ高求によって殺害される。
人物
傲慢な性格で道教や仙人に対する尊敬は無かった。

#### 官軍
王進（おうしん）
第一部
王家棒術第37代継承者。王昇より王家棒術を伝承され、継承者として認められる。禁軍教頭となる。ごろつき時代の高求らを懲らしめたために、高求から恨みを買う。禁軍大尉となった高求によって、禁軍を追われる。三年もの逃亡生活で連れていた母は病死し、高求の追手に追われる。
華陰県・史家村にて追手との戦闘の際、毒矢を受けて倒れたところを史大老に助けられる。弟子となった史進に武術を教える。手配書が回ってきたのを知り、王家棒術の秘伝書を残して史家村を去る。
張徹（ちょうてつ）
第一部
禁軍教頭。高求に処罰されそうになった王進をかばい、彼を逃がす。張雪蘭の父。林冲、陸謙の師。張雪蘭を林冲に託して亡くなる。

### その他
金翠蓮（きんすいれん）
第一部
もとは開封府の良家に育つも家が破産してしまい、父とともに渭州の親戚を頼るが、親戚は引っ越したあとだった。父はこの後なくなり、困っていたところ、鄭が妾に望んだのでこれを受けることにしたが、本妻に憎まれて追い出される。その後、受け取っていない身代金を払えと脅され、紅鴦楼で胡弓弾きとして働くことになった。これを聞いた魯達は彼女を逃がすことを決意する。協力した史進と李忠によって、街から出られるようになり、旅芸人の一座に預けられることになった。
巡業先で趙員外に見初められ、後妻に迎えられる。五台山の門前町で魯達と再会し、彼に出家することを勧める。
鄭（てい）
第一部
渭州で肉屋を営み、この界隈では顔役であった。金翠蓮に払っていない身代金を払えと脅し、働かせている。金翠蓮の身の上を知った魯達は、彼女を逃がすために鄭の店で無理難題を鄭に押し付ける。魯達を恐れた鄭はこれに従っていたが、やがて耐え切れずに魯達に襲いかかる。魯達は逆に鄭を殴打し、これにより鄭は死亡してしまう。
智真（ちしん）
第一部
五台山文殊院の長老。魯達に魯智深という名を与える。魯智深がやってきた日、天弧星が懐に入る夢を見ており、自分では魯智深を導けないと考えていた。魯智深が問題を起こしたあと、彼に開封府の相国寺を紹介し、旅立たせる。
智清（ちせい）
第一部
相国寺の長老。智真の弟弟子にあたり、文殊院を出た魯智深を受け入れる。
張雪蘭（ちょうせつらん）
第一部
張徹の娘。林冲の妻。母が亡くなり、悲しんでいたとき、林冲と出会う。初めての出会い以来、張雪蘭は林冲に好意を抱いており、張徹の喪が明けてから、林冲と結婚する。高衙内に見初められ、相国寺の境内で犯されるところを魯智深に助けられる。林冲が陸謙と会っている間、高衙内らに連れ去られるが、林冲が助けにやってきて事なきを得る。その後、林冲が投獄されたと聞き、毎日のように面会を求めていた。秦州から戻ってきた裴宣に出会い、林冲を助けてくれるよう懇願する。屋敷にやってきた陸謙に林冲の刑を軽減するために高衙内の屋敷へ行くよう勧められる。その後、高衙内がやってきて、張雪蘭を犯そうとしたとき、簪でのどを突いて自殺する。
洪師範
第一部
柴進の食客。自称、元・禁軍教頭。梁山泊へ行く林冲らの送別の宴の最中にやってきて、林冲を嘲った。座興として林冲と勝負をするが、あっという間に倒される。

## 既刊一覧

### 小説（魁星出版）
- 正子公也（絵） / 森下翠（文） 『絵巻水滸伝』 魁星出版、全10巻
  1. 「伏魔降臨」2006年4月発行、ISBN 4-312-01003-X
  2. 「北斗之党」2006年6月発行、ISBN 4-312-01006-4
  3. 「血戦鴛鴦楼」2006年8月発行、ISBN 4-312-01008-0
  4. 「清風鎮謀叛」2006年10月発行、ISBN 4-312-01010-2
  5. 「天魁星受難」2006年12月発行、ISBN 4-312-01014-5
  6. 「祝家荘風雲」2007年2月発行、ISBN 978-4-312-01017-9
  7. 「軍神独歌行」2007年4月発行、ISBN 978-4-312-01019-3
  8. 「替天行道」2007年6月発行、ISBN 978-4-312-01022-3
  9. 「大戦梁山泊」2007年8月発行、ISBN 978-4-312-01027-8
  10. 「結集百八星」2007年10月発行、ISBN 978-4-312-01030-8

### 小説（アトリエ正子房）
- 正子公也（絵） / 森下翠（文） 『絵巻水滸伝』 アトリエ正子房、既刊34巻（2020年12月現在）
第1部（全20巻）
  1. 「伏魔降臨・上」2017年12月発行、ISBN 978-4909342010
  2. 「伏魔降臨・下」2017年12月発行、ISBN 978-4909342027
  3. 「北斗之党・上」2018年3月発行、ISBN 978-4909342034
  4. 「北斗之党・下」2018年3月発行、ISBN 978-4909342041
  5. 「血戦鴛鴦楼・上」2018年5月発行、ISBN 978-4909342058
  6. 「血戦鴛鴦楼・下」2018年5月発行、ISBN 978-4909342065
  7. 「清風鎮謀叛・上」2018年7月発行、ISBN 978-4909342072
  8. 「清風鎮謀叛・下」2018年7月発行、ISBN 978-4909342089
  9. 「天魁星受難・上」2018年9月発行、ISBN 978-4909342096
  10. 「天魁星受難・下」2018年9月発行、ISBN 978-4909342102
  11. 「祝家荘風雲・上」2018年11月発行、ISBN 978-4909342119
  12. 「祝家荘風雲・下」2018年11月発行、ISBN 978-4909342126
  13. 「軍神独歌行・上」2019年1月発行、ISBN 978-4909342133
  14. 「軍神独歌行・下」2019年1月発行、ISBN 978-4909342140
  15. 「替天行道・上」2019年3月発行、ISBN 978-4909342157
  16. 「替天行道・下」2019年3月発行、ISBN 978-4909342164
  17. 「大戦梁山泊・上」2019年5月発行、ISBN 978-4909342171
  18. 「大戦梁山泊・下」2019年5月発行、ISBN 978-4909342188
  19. 「結集百八星・上」2019年7月発行、ISBN 978-4909342195
  20. 「結集百八星・下」2019年7月発行、ISBN 978-4909342201

第2部（既刊14巻）
  1. 「招安篇 1」2017年10月発行、ISBN 978-4990967017
  2. 「招安篇 2」2017年10月発行、ISBN 978-4990967024
  3. 「招安篇 3」2018年2月発行、ISBN 978-4990967031
  4. 「招安篇 4」2018年4月発行、ISBN 978-4990967048
  5. 「招安篇 5」2018年6月発行、ISBN 978-4990967055
  6. 「遼国篇 1」2018年10月発行、ISBN 978-4990967062
  7. 「遼国篇 2」2018年12月発行、ISBN 978-4990967079
  8. 「遼国篇 3」2019年2月発行、ISBN 978-4990967086
  9. 「田虎王慶篇 1」2019年12月発行、ISBN 978-4909342294
  10. 「田虎王慶篇 2」2020年2月発行、ISBN 978-4909342300
  11. 「田虎王慶篇 3」2020年4月発行、ISBN 978-4909342317
  12. 「田虎王慶篇 4」2020年6月発行、ISBN 978-4909342324
  13. 「田虎王慶篇 5」2020年8月発行、ISBN 978-4909342331
  14. 「田虎王慶篇 6」2020年10月発行、ISBN 978-4909342348

### 画集
- 正子公也『絵巻水滸伝 梁山豪傑壱百零八』グラフィック社、1999年5月発行、ISBN 4-7661-1089-7
  - 「新装版」魁星出版、2006年1月発行、ISBN 4-312-01001-3
- 乙女絵巻制作委員会『乙女絵巻水滸伝』ハーヴェスト出版、2010年6月、ISBN 978-4-434-14546-9